# مايك رينغ
مايك رينغ (بالإنجليزية: Mike Ring)‏ (13 فبراير 1961 ببرايتون في المملكة المتحدة - ) هو لاعب كرة قدم بريطاني في مركز جناح ‏. لعب مع برايتون أند هوف ألبيون وبولتون واندررز ونادي ليويس وهال سيتي ونادي ألدرشوت ونادي بيليمينا يونايتد ونادي غرينوك مورتون.

## وصلات خارجية
- مايك رينغ على موقع قاعدة بيانات كرة القدم.إي يو (الإنجليزية)